# Клан Примроуз
Клан Примроуз (шотл. — Clan Primrose) — один из кланов равнинной части Шотландии (Лоуленд).
- Девиз клана: Fide et fiducia (лат.) — «Верой и уверенностью» (By faith and confidence)
- Резиденция вождей клана: Замок Далмени-хаус
- Вождь клана: Достопочтенный Нил Арчибальд Примроуз, 7-й граф Розбери и 3-й граф Мидлотиан.

## История клана Примроуз

### Происхождение клана Примроуз
Происхождение названия клана Примроуз территориальное — название происходит от названия земель Примроуз, что в районе Данфермлин в равнинной Шотландии. Клан Примроуз издавна был сильным кланом в Файфе. Известно, что в XV веке клан владел землями в районе аббатства Калросс. Один из известных вождей клана того времени — Генри Примроуз, родился до 1490 года, имел четырех сыновей и одну дочь.

### XVII век — Гражданская война на Британских островах
Внук Генри Примроуза, Гилберт Примроуз, был одним из лидеров протестантской церкви в Бордо, затем представителем французской протестантской церкви в Лондоне. Он был назначен капелланом короля Шотландии Якова VI Стюарта, а затем был капелланом короля Англии и Шотландии Карла I Стюарта. В 1628 году он стал деканом Виндзора. Другой внук Генри Примроуза — Джеймс Примроуз — был клерком Тайного совета Шотландии.
Джеймс Примроуз умер в 1641 году, и его в должности клерка Тайного Совета Шотландии заменил его сын — Арчибальд Примроуз (1616—1679), который во время Гражданской войны в Шотландии поддержал роялистов и их лидера Джеймса Грэма, 1-го маркиза Монтроза. Он присоединился к армии Монтроза после его победы в битве при Килсайте. Арчибальд Примроуз был лейтенантом армии короля, участвовал в битве под Филипхоу, где он попал в плен. Он был осужден и был признан виновным в «государственной измене», получил смертный приговор, но жизнь ему спас случай: роялисты были окончательно разбиты и королю было приказано распустить армию и покинуть королевство. Арчибальд Примроуз был освобожден и был посвящен в рыцари королем.
В 1648 году Арчибальд Примроуз присоединился к заговорщикам, целью которых было спасти короля Карла I Стюарта. Операция была провалена и Карл потерял голову на эшафоте. Арчибальд Примроуз спасся и присоединился к будущего королю Карлу II, участвовал в его походе на Англию в 1651 году, где принимал участие в Битва при Вустере|битве при Вустере. Король Карл II даровал ему титул баронета. Армия короля вновь была разбита, король Карл II отправился в изгнание, а вместе с ним и Арчибальд Примроуз. Его имущество и земли были конфискованы Оливером Кромвелем.
После Реставрации монархии в Англии в 1660 году имения и земли были ему возвращены. Арчибальд Примроуз получил должность клерка Верховного суда, титул лорда Шотландии. Он стал называться лорд Каррингтон. Он активно выступал против политики герцога Лодердейла. Арчибальд Примроуз подал в отставку. В 1678—1678 годах он был генеральным лордом-юстициарием Шотландии. Позже он приобрел баронства Барнбугл и Далмени, которые остаются во владениях клана Примроуз сегодня.

### XVIII век
Должность генерального лорд-юстициария Шотландии унаследовал сын Арчибальда — сэр Уильям Примроуз. Сэр Джеймс Примроуз из Каррингтон был избран комиссаром парламента в Эдинбурге в 1703 году. В ноябре того же года он получил титул пэра как виконт Примроуз.
Арчибальд Примроуз, 2-й виконт Примроуз, умер холостым в 1716 году, его брат Хью Примроуз, 3-й виконт Примроуз (1703—1741), унаследовал его титулы. Арчибальд Примроуз, родившийся в 1664 году, единственный сын от второго брака сэра Арчибальда Примроуза, генерального лорда-юстициария, унаследовал имение Далмени. Он получил должность камер-юнкера при дворе нового короля Вильгельма Оранского. В 1695—1700 годах Арчибальд Примроуз был комиссаром парламенте в Эдинбурге. Он получил титулы виконта Роузбери, лорда Примроуз и Далмени. Во времена правления королевы Анны он получил титул графа. Он был тайным советником королевы и был назначен уполномоченным по заключению Договора об Унии между Англией и Шотландией. Он был одним из 16 лордов, представлявших Шотландию в палате лордов Великобритании.
Сэр Арчибальд Примроуз поддержал второе восстание якобитов в 1745 году, был осужден, признан виновным в «государственной измене» и получил смертный приговор и был казнен в 1746 году.
Нил Примроуз, 3-й граф Розбери (1729—1814), был пэром Великобритании, был награждён орденом Чертополоха в 1771 году.

### XIX век
Арчибальд Джон Примроуз, 4-й граф Розбери (1783—1868), был депутатом парламента от Хелстона (1805—1806), а затем от Кашеля (1806—1807), получил титул барона Великобритании, титул барона Роузбери в 1828 году. В 1840 году он стал кавалером ордена Чертополоха. В 1843 году он был назначен лорд-лейтенантом Линлитговшира (1843—1863).

### Замки клана Примроуз
Резиденцией вождя клана Примроуз до сих пор остается замок Далмени-хаус в Уэст-Лотиане у Ферт-оф-Форт.

## Вождь клана
В настоящее время вождем клана (с 2024 года) является Гарри Примроуз, 8-й граф Розбери, 4-й граф Мидлотиан, виконт Розбери, виконт Инверкитинг, виконт Ментмор, лорд Примроуз и Далмени, лорд Далмени и Примроуз, барон Розбери, барон Эпсом из Эпсома, баронет из Каррингтона (род. 20 ноября 1967). Женат 2-м браком. От 1-го брака — пятеро детей: 4 дочери (в том числе, тройняшки) и сын Альберт Каспиан Гарри Примроузз, лорд Далмени (род. 8 сентября 2005).

## Комментарии
1. ↑  То есть, стал деканом (главой) капеллы Святого Георгия в Виндзорском замке.